# Leif Pettersson
För dragspelaren, se Leif "Pepparn" Pettersson.
Leif Thure Pettersson, född 6 februari 1954 i Luleå, är en svensk politiker (socialdemokrat). Han var ordinarie riksdagsledamot 2006–2018, invald för Norrbottens läns valkrets.

## Biografi
Pettersson bor i Boden och arbetar som partiombudsman i det civila.

### Riksdagsledamot
Pettersson var ordinarie riksdagsledamot 2006–2018. I riksdagen var han ledamot i trafikutskottet 2010–2018 och Valprövningsnämnden 2015–2019. Pettersson var även suppleant i civilutskottet, finansutskottet, försvarsutskottet, kulturutskottet, EU-nämnden, Valprövningsnämnden och Riksrevisionens styrelse.